# Asselfingen
Asselfingen è un comune tedesco di 1 000 abitanti, situato nel land del Baden-Württemberg.